# Кубок Англії з футболу 1873—1874
Кубок Англії з футболу 1873—1874 — 3-й розіграш найстарішого футбольного турніру у світі, Кубка виклику Футбольної Асоціації, також відомого як Кубок Англії. Вперше титул здобув Оксфорд Юніверсіті.

## Перший раунд
| Дата                      | Господарі                        | Рахунок | Гості                            |
| ------------------------- | -------------------------------- | ------- | -------------------------------- |
|                           | Вондерерз                        | +:-     | Саутгол                          |
|                           | Троянс                           | +:-     | Фарнінгем                        |
|                           | Мейденгед                        | +:-     | Цивіл Сервіс                     |
|                           | Хай Вікем                        | +:-     | Олд Ітоніанс                     |
|                           | Клепем Роверз                    | +:-     | Аматор Атлетік Клаб              |
| 9 жовтня                  | Пілігрімс                        | 1:0     | Гріт Марлоу                      |
| 11 жовтня                 | Роял Енджинірс                   | 5:0     | Брондесбері                      |
| 11 жовтня                 | Вудфорд Веллс                    | 3:2     | Райгейт Пріорі                   |
| 18 жовтня                 | Свіфтс                           | 1:0     | Крістал Пелес                    |
| 25 жовтня                 | 1-й Суррейський стрілецький полк | 0:0     | Барнс                            |
| 8 листопада Перегравання  | Барнс                            | 1:0     | 1-й Суррейський стрілецький полк |
| 25 жовтня                 | Кембридж Юніверсіті              | 1:0     | Саут Норвуд                      |
| 28 жовтня                 | Аксбрідж                         | 3:0     | Гітанос                          |
| 29 жовтня                 | Аптон Парк                       | 0:4     | Оксфорд Юніверсіті               |
| 30 жовтня                 | Стропшир Вондерерз               | 0:0     | Шеффілд                          |
| 17 листопада Перегравання | Шеффілд                          | 0:5     | Стропшир Вондерерз               |

## Другий раунд
До другого раунду увійшли переможці першого раунду.
| Дата                      | Господарі          | Рахунок | Гості               |
| ------------------------- | ------------------ | ------- | ------------------- |
|                           | Вондерерз          | +:-     | Троянс              |
| 15 листопада              | Клепем Роверз      | 1:1     | Кембридж Юніверсіті |
| 29 листопада Перегравання | Клепем Роверз      | 1:1     | Кембридж Юніверсіті |
| 20 грудня Перегравання    | Клепем Роверз      | 4:1     | Кембридж Юніверсіті |
| 22 листопада              | Мейденгед          | 1:0     | Хай Вікем           |
| 22 листопада              | Оксфорд Юніверсіті | 2:0     | Барнс               |
| 22 листопада              | Шеффілд            | 1:0     | Пілігрімс           |
| 22 листопада              | Свіфтс             | 2:1     | Вудфорд Веллс       |
| 26 листопада              | Роял Енджинірс     | 2:1     | Аксбрідж            |

## Третій раунд
До третього раунду увійшли переможці другого раунду. Свіфтс пройшов до наступного раунду після жеребкування.
| Дата                  | Господарі          | Рахунок | Гості              |
| --------------------- | ------------------ | ------- | ------------------ |
| 6 грудня              | Вондерерз          | 1:1     | Оксфорд Юніверсіті |
| 31 січня Перегравання | Оксфорд Юніверсіті | 1:0     | Вондерерз          |
| 10 грудня             | Роял Енджинірс     | 7:0     | Мейденгед          |
| 17 січня              | Клепем Роверз      | 2:1     | Шеффілд            |

## Півфінали
До півфіналів увійшли переможці третього раунду.
| Дата      | Господарі          | Рахунок | Гості         |
| --------- | ------------------ | ------- | ------------- |
| 28 січня  | Роял Енджинірс     | 2:0     | Свіфтс        |
| 28 лютого | Оксфорд Юніверсіті | 1:0     | Клепем Роверз |

## Фінал
| 14 березня 1874 |

| Оксфорд Юніверсіті       | 2:0      | Роял Енджинірс |
| ------------------------ | -------- | -------------- |
| Макарнесс 10' Паттон 20' | Протокол |                |

| Кеннінгтон Овал, Лондон Глядачів: 2 000 Арбітр: Альфред Стейр |